# Uppsala län
Uppsala län er et län (amt) beliggende i det centrale Sverige. Det grænser op til Stockholms län, Södermanlands län, Västmanlands län og Gävleborgs län.

## Større byer
De ti største byer i Uppsala län, sorteret efter indbyggertal:
| #  | Byområde   | Befolkning |
| -- | ---------- | ---------- |
| 1  | Uppsala    | 128.409    |
| 2  | Enköping   | 20.204     |
| 3  | Bälinge    | 13.430     |
| 4  | Sävja      | 9.414      |
| 5  | Knivsta    | 6.898      |
| 6  | Skutskär   | 6.136      |
| 7  | Storvreta  | 6.083      |
| 8  | Tierp      | 5.377      |
| 9  | Östhammar  | 4.598      |
| 10 | Björklinge | 3.186      |

Indbyggertal pr. 31. december 2005, Statistiska centralbyrån (SCB).